# Suncus lixus
Suncus lixus е вид бозайник от семейство Земеровкови (Soricidae). Видът не е застрашен от изчезване.

## Разпространение и местообитание
Разпространен е в Ангола, Ботсвана, Демократична република Конго, Замбия, Зимбабве, Кения, Малави, Мозамбик, Свазиленд, Танзания и Южна Африка.
Обитава гористи местности, градини, ливади, храсталаци, савани, крайбрежия, плажове и плата в райони с тропически и субтропичен климат.

## Описание
Теглото им е около 8 g.